# 邓清明
邓清明（1966年3月16日—），男，汉族，江西省宜黄县人，中国人民解放军航天员大队航天员。

## 生平
1966年3月16日，出生于江西省宜黄县一个农村家庭，他是家中5个孩子的老大。1984年6月，考入河北保定航空兵预备学校。1987年，毕业并分配到吉林省延吉市，正式成为了一名中国人民解放军空军的飞行员，1988年10月加入中国共产党。
1998年，进入中国人民解放军航天员大队，成为中国载人航天工程的第一批航天员。2014年，第一批航天员中的李庆龙、吴杰、陈全、潘占春、赵传东5人因年龄原因停航停训，退出航天员队伍，邓清明由此成为當時首批航天员中唯一仍在现役卻未执行过任务的人選。在神舟九号、神舟十号、神舟十一号的飞行任务中，先后三次入选备份乘组，但最终均未能成功飞天。2018年，获得中宣部授予的“时代楷模”荣誉称号。 
2022年11月28日，在神舟十五号载人飞行任务新闻发布会上，经总指挥部研究决定，瞄准北京时间11月29日23时08分发射神舟十五号载人飞船，飞行乘组由航天员费俊龙、邓清明和张陆组成，费俊龙担任指令长。邓清明从成为预备航天员到正式飞天等待时间长达24年10个月，创下纪录。
在地面训练期间，邓清明参加了舱外活动科目，不过在神舟十五号任务期间，4次舱外活动中他均没有出舱，而是留在舱内提供支持。

## 家庭
1991年，女儿邓满琪出生，现在在北京航天飞行控制中心工作。

## 执行任务
| 次序   | 任务名称   | 发射时间（UTC+8）        | 着陆时间（UTC+8）      | 运载火箭      | 对接       | 任务时长          | 舱外活动次数 | 舱外活动时长 |
| ------ | ---------- | ------------------------ | ---------------------- | ------------- | ---------- | ----------------- | ------------ | ------------ |
| 1      | 神舟十五号 | 2022年11月29日, 23:08:17 | 2023年6月4日, 06:33:00 | 长征二号F遥15 | 天宫空间站 | 186天15小时又24分 | N/A          | N/A          |
| 合计： | 合计：     | 合计：                   | 合计：                 | 合计：        | 合计：     | 186天15小时又24分 | 0            | 0小时0分     |